# コスガ
株式会社コスガはかつて存在した日本の家具・インテリア企業。本社は東京都台東区浅草橋。社名は創業者の姓小菅に因む。創業は1862年（文久2年）で、籐かご作りから歴史が始まった。日本橋横山町にあった旧本社社屋（第1コスガビル）は東京大空襲の被害も免れた昭和初期のオフィスビル建築としても知られた。
2005年（平成17年）頃から業績悪化が表面化。第1コスガビル、第2コスガビルの売却などを行い合理化を進めるものの、2008年（平成20年）11月28日、破産手続き申し立てを行い、同日、破産手続開始決定。会社は清算された。
2009年4月、小菅康太が代表となり、家具職人有志数名を集めて新会社コスガの家具を設立。
家庭用家具、応接用ソファーの生産を主に行っている。
その他、家具の修理・張り替え・ソファーカバーの製作などをおこなっている。

## 主な商品（旧コスガ）
- ソファー
- ダイニングテーブル及びチェアー
- YAWARAGI（純国産家具）
- 楽風庵（rafuan）
- sollevante（ソルヴァンテ）
- bruno（ブルーノ）
- koben（コベン）
- scandi（スカンジ）
- 江戸
- Manhattan（マンハッタン）

など